# Бюльяр, Пьер
Жан Батист Франсуа Пьер Бюльяр (фр. Jean Baptiste François Pierre Bulliard, 24 ноября 1752 — 26 сентября 1793) — французский врач и ботаник.

## Биография
Бюльяр родился в Обпьер-сюр-Об (тогда Обпьер-сюр-Барруа, департамент Верхняя Марна) ок. 1742 года. Он был одним из младших детей в многодетной семье, осиротел в раннем возрасте. Учился в небольшом городке Лангр. После этого служил в аббатстве Клерво. В 1775 году поехал в Париж изучать медицину и ботанику.
Его учителем в рисовании был инженер и гравёр Франсуа-Николя Мартине. Это позволило Бюльяру сделать иллюстрации к большому количеству описаний растений и грибов Франции.

## Научные труды

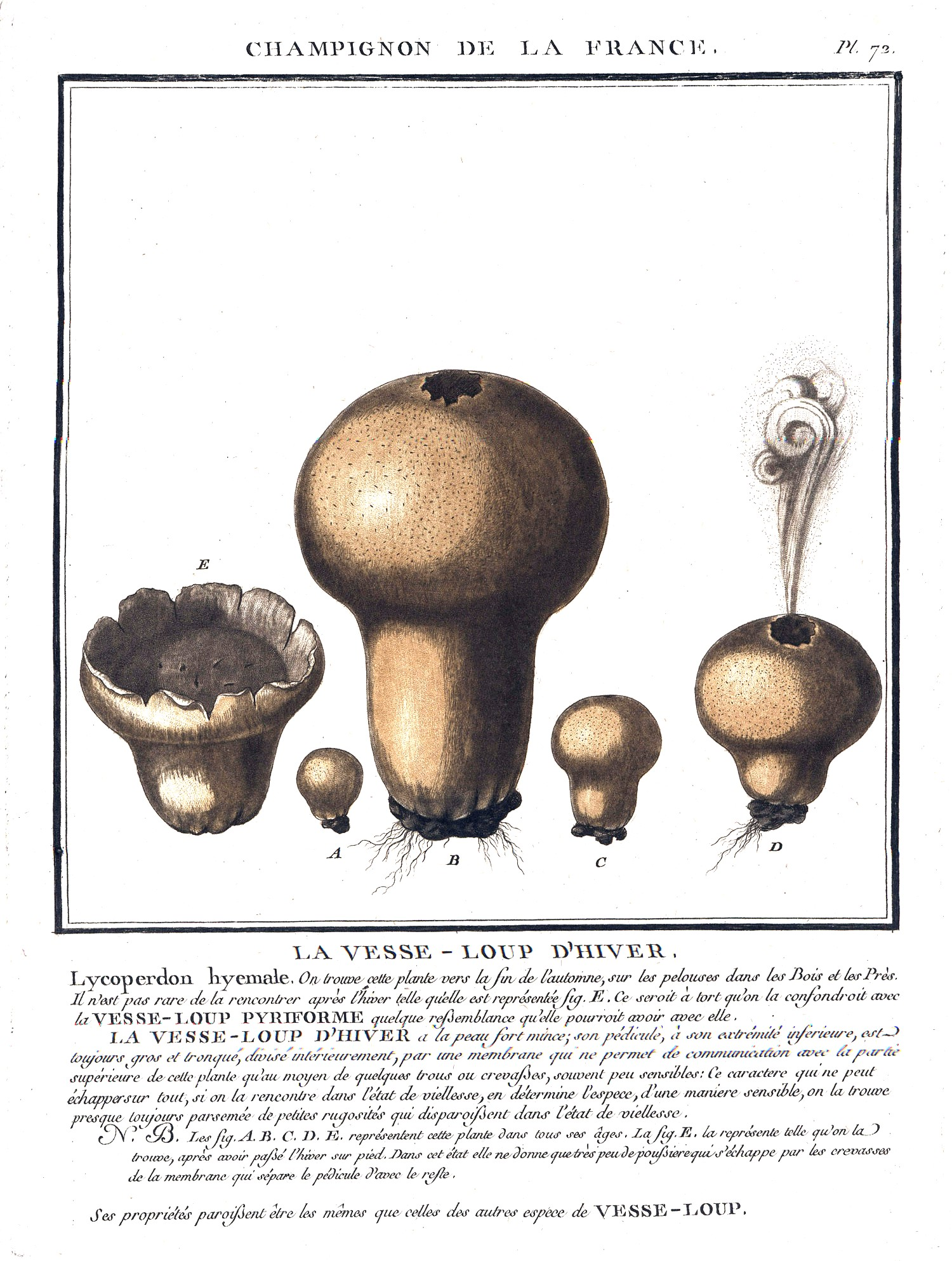
Иллюстрация Бюльяра к его «Истории грибов Франции» (1791—1812)

- 1776—1780, Flora Parisiensis, ou Descriptions et figures des plantes qui croissent aux environs de Paris (в 6 томах).
- 1780—1793, Herbier de la France, ou Collection complète des plantes indigènes de ce royaume (в 9 томах и более 600 цветных рисунков).
- 1783, Dictionnaire élémentaire de botanique, ou Exposition par ordre alphabétique des préceptes de la botanique et de tous les termes, tant françois que latins, consacrés à l'étude de cette science.
- 1784, Histoire des plantes vénéneuses et suspectes de la France (en cinq volumes et plus de deux cents planches).
- 1791—1812, Histoire des champignons de la France, ou Traité élémentaire renfermant dans un ordre méthodique les descriptions et les figures des champignons qui croissent naturellement en France (завершена Этьеном Пьером Вантена).
- 1796, Aviceptologie.